# Py (rivière)
Pour les articles homonymes, voir Py.
La Py est une rivière française de Champagne, affluent en rive droite de la Suippe, donc sous-affluent de la Seine par l'Aisne et l'Oise, et qui coule dans le département de la Marne.

## Géographie
Son bassin est situé en Champagne crayeuse. Elle naît dans la commune de Sommepy-Tahure, petite localité située à 35 kilomètres à l'est de Reims et à 13 kilomètres au nord de Suippes. Dès sa naissance, la rivière prend la direction du l'ouest qu'elle maintiendra tout au long de son parcours. La longueur de son cours d'eau est de 14,9 km.
Elle se jette dans la Suippe sur le territoire de la commune de Dontrien, dans le département de la Marne.

## Localités traversées
Elle baigne les localités de Sommepy-Tahure, Sainte-Marie-à-Py, Saint-Souplet-sur-Py et Dontrien.

## Hydrologie
Le débit de la Py a été observé pendant une période de 19 ans (1969-1988) à Dontrien. Le bassin versant de la rivière est de 89 km2. Le régime de la rivière est typique des cours d'eau de la Champagne crayeuse.
Le module de la rivière à Dontrien est de 0,568 m3/s.
La Py présente des fluctuations saisonnières de débit peu importantes. De février à juin se présente la saison des hautes eaux qui portent le débit moyen mensuel à un niveau situé entre 0,7 et 0,9 m3/s avec un maximum en février-mars. Suit alors une baisse progressive. Les basses eaux surviennent d'août à novembre inclus, avec un minimum du débit mensuel moyen au niveau de 0,316 m3/s en octobre, ce qui reste très consistant.
Aux étiages, le VCN3 peut chuter jusque 0,130 m3/s, en cas de période quinquennale sèche, soit 130 litres par seconde, ce qui reste très confortable comparé à son module de 568 litres. Le VCN3 de la Py est toutes proportions gardées largement supérieur à celui de la Suippe, rivière dont elle est tributaire. Cette dernière a en effet un VCN3 minimal de 0,300 m3/s (2,2 fois supérieur), mais pour un module de 4,34 m3 (soit plus de 7,5 fois supérieur).
Les crues sont fort peu importantes. Les QIX 2 et QIX 5  valent respectivement 1,1 et 1,6 m3. Le QIX 10 vaut 1,8 m3/s, tandis que le QIX 20 se monte à 2,1 m3. Enfin le QIX 50 n'a pas été calculé.
Le débit instantané maximal enregistré a été de 2,03 m3/s le 1er février 1982, tandis que la valeur journalière maximale était de 2,25 m3/s le 3 mars 1970. En comparant le second de ces chiffres aux valeurs des différents QIX de la rivière, il apparaît que cette crue était d'ordre supérieur à vicennal, et moyennement exceptionnelle. On peut considérer qu'elle est destinée à se répéter tous les 30 ou 40 ans en moyenne.
La lame d'eau écoulée dans le bassin de la Py est de 202 millimètres annuellement, ce qui est appréciable en Champagne crayeuse. Le débit spécifique (ou Qsp) se monte à 6,4 litres par seconde et par kilomètre carré de bassin.